# 喬治·希爾 (天文學家)
喬治·威廉·希爾（英語：George William Hill，1838年3月3日—1914年4月16日），美國天文學家、數學家。

## 生平
希爾生於美國紐約市，父親是畫家和雕刻家約翰·希爾，母親是凱瑟琳·史密斯·希爾。在希爾8歲時他和家人搬到紐約州西奈亞克。希爾在高中畢業後於1859年進入羅格斯大學就讀。1861年起他在美國麻薩諸塞州劍橋的美国航海天文历编制局工作。他的工作主要是以數學描述三體問題，不久進一步延伸到四體問題以計算月球繞地球軌道和行星環繞恆星軌道。
希爾還以數學描述了希爾球，這是一個天體的重力場影響範圍，也是該天體不受環繞質量較重天體重力擾動的邊界。
1894年希爾擔任美國數學學會會長兩年。1908年他被選為愛丁堡皇家學會院士，以及比利時（1909年）、挪威（1910年）、瑞典（1913年）等國科學院院士。
希爾去世於紐約州西奈亞克。

## 榮譽與獎項

### 獎項
- 1887年英國皇家天文學會金質獎章
- 1898年法兰西学会達穆瓦索獎
- 1909年科普利獎章
- 1909年布鲁斯奖

### 命名事物
- 月球上的希尔陨石坑
- 小行星1642
- 羅格斯大學布什校區的 Hill Center for the Mathematical Sciences

## 延伸閱讀
- The collected mathematical works of George William Hill vol. 1 （页面存档备份，存于） (Carnegie Institution of Washington, 1905–1907)
- The collected mathematical works of George William Hill vol. 2 （页面存档备份，存于） (Carnegie Institution of Washington, 1905–1907)
- The collected mathematical works of George William Hill vol. 3 （页面存档备份，存于） (Carnegie Institution of Washington, 1905–1907)
- The collected mathematical works of George William Hill vol. 4 （页面存档备份，存于） (Carnegie Institution of Washington, 1905–1907)

## 外部連結
- George William Hill（页面存档备份，存于），圣安德鲁斯大学MacTutor数学史档案的相關傳記。